# Neroli

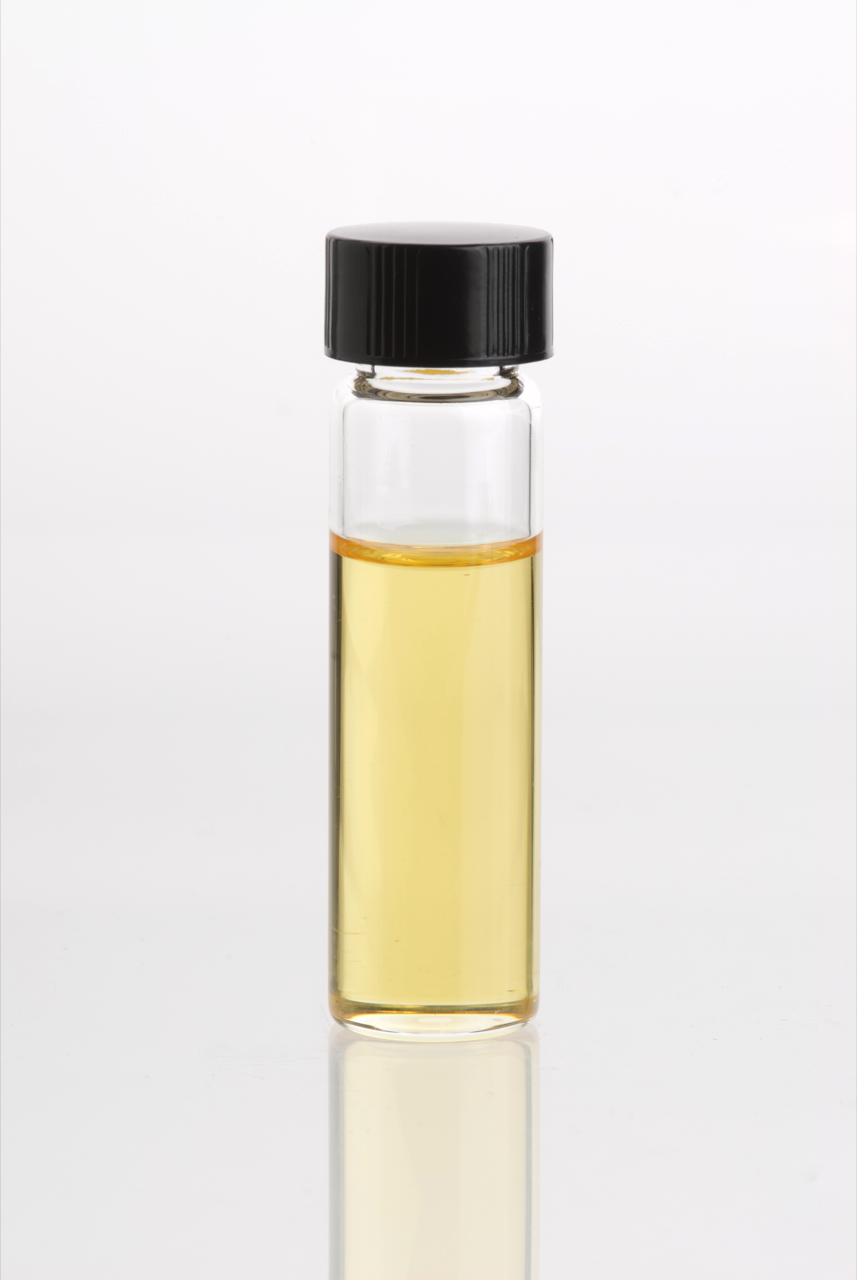
Olio essenziale di neroli

L'olio essenziale di neroli, o più semplicemente neroli, è un olio essenziale prodotto per distillazione dei fiori di arancio amaro. Il suo profumo somiglia a quello del bergamotto. È usato in profumeria, liquoreria, pasticceria e, talvolta, per scopo farmaceutico.
Il nome viene dalla duchessa Marie Anne de La Trémoille sposata con Flavio Orsini di Bracciano,  principe di Nerola, che nel XVII secolo incominciò a diffonderlo nel Lazio in forma sia di essenza sia di acqua distillata, nota già dal Medioevo come acqua nanfa e ottenuta a quei tempi per distillazione dei fiori freschi dell'arancio dolce e amaro, per profumare guanti e bagni.

## Produzione
I fiori vengono raccolti a mano a fine aprile inizio maggio e distillati tradizionalmente in acqua anziché a vapore, perché troppo fragili. La resa media è pari allo 0,1%. Con i moderni sistemi a corrente di vapore si riesce tuttavia a salvaguardare l'integrità dei fiori e ottenere migliore qualità e maggiore quantità di essenza.
Negli impieghi farmaceutici e di pasticceria si preferisce la produzione in acqua distillata. Per la liquoreria dolce è invece importante nell'aroma la caratteristica nota di fiore d'arancio, sia esso in forma di olio essenziale o di acqua distillata.
L'essenza distillata ha colore giallo pallido e manifesta una leggera fluorescenza. In seguito scurisce per esposizione alla luce, grazie all'indolo, fino ad assumere la tipica colorazione bruno-rossastra. La soluzione alcolica manifesta invece fluorescenza violetta.
Un tempo era uso aggiungere piccole quantità di arancio e di bergamotto, anche saponificati, oppure fiori della qualità più dolce, fruttini di  arancio bigarade, talvolta fiori di limone.